# Consuelo Bautista
Consuelo Bautista Riveros (Bogotá, 1957) es una fotógrafa colombiana afincada en España, con residencia en Barcelona. Trabaja de modo independiente, pero es colaboradora habitual de importantes medios como el diario El País, además de haber trabajado también para otros diarios igualmente importantes como La Vanguardia o El Periódico de Catalunya.

## Biografía
Consuelo Bautista estudió publicidad en su país natal (Colombia), en la Universidad Nacional de Colombia, pero su vida profesional se ha centrado en la fotografía documental. 
En este sentido, ha desarrollado proyectos en América (Cuba, Argentina, Brasil, México y Colombia), por donde ha viajado durante años; en Europa (Montenegro, Israel) y en numerosos lugares de España: Asturias, Galicia y Barcelona, entre otros.
Además de colaborar con importantes medios como los diarios La Vanguardia, El Periódico de Catalunya, o El País, ha trabajado para importantes empresas, como Gas Natural.
Consuelo también ha impartido clases en diferentes instituciones universitarias, como la Universidad Autónoma de Barcelona, la Universidad de los Andes de Bogotá, la Escuela de Arte de Oviedo, la Politécnica de Cataluña o la Universidad de Fotografía de Tarrasa, siendo participante habitual en multitud de mesas redondas y encuentros fotográficos de España y Latinoamérica. Por ejemplo, participó en PhotoEspaña 2002 con la proyección ‘’Colombianos’’.
Por otro lado, también es uno de los miembros fundadores del Centro de Fotografía Documental de Barcelona (LafotoBCN).

## Proyectos (selección)
Entre los numerosos proyectos que ha desarrollado, podemos destacar los siguientes:
- 2012. "Raval", encargado por el Archivo fotográfico de Barcelona.[4]
- 2012. "Muertitos". Trabajo desarrollado durante siete años en diferentes estados de México durante la celebración de su Festividad de Muertos',[5][6]
- 2007. "Los invisibles". Sobre los inmigrantes que llegan a Europa arriesgando sus vidas por mar.
- 1998. "Cuba, Cuba y Cuba".[7]

## Premios
- 2007. A los invisibles.[8] Premio Artes plásticas Ciudad de Barcelona.[9]
- 1993. Serie fotografías sobre skin heads. Instantáneas. FotoPres. Segundo Premio
- 1991. Rescate en el Valle d’Hebron. Instantáneas. FotoPres. Tercer Premio
- 1990. Perro volador. Instantáneas. FotoPres únicas.[10]

## Exposiciones individuales (selección)
- 2004. Entresuelo con vistas. Palacio Robert de Barcelona[11]
- 2008. A los Invisibles. Museo de Arte.  Universidad Nacional Bogotá, Colombia
- 2008. A los Invisibles. Museo de Antioquia. Medellín, Colombia
- 2008. Cuba, Cuba y Cuba. Fundación Santillana. Bogotá, Colombia
- 2004. Vitrina del Fotógrafo Palacio Robert, Barcelona
- 2004. A los Invisibles. Galería H2O. Barcelona
- 2002. Fotomerce. Palacio de la Virreina, Barcelona
- 1998. Cuba, Cuba y Cuba. Centro cultural Sa Nostra. Palma de Mallorca, Ibiza y Formentera
- 1997. Alianza Francesa, Sabadell
- 1992. Malas Calles. Galería Actual, Barcelona